# Бориславська вулиця (Київ)
Борисла́вська ву́лиця — вулиця в Солом'янському районі міста Києва, місцевість Новокараваєві дачі. Пролягає від вулиці Комбайнерів до вулиці Героїв Севастополя.
Прилучаються вулиці Августина Волошина, Чернівецька, Івана Піддубного і Чернишевського.

## Історія
Вулиця утворилася у 1-й половині XX століття під назвою 428-ма Нова, з 1944 року — Похила. Сучасна назва — з 1955 року, на честь міста Борислав на Львівщині.